# Sábados en el 9
Sábados en el 9 fue un programa de televisión chileno emitido por Canal 9 entre 1970 y 1973. Era presentado por Enrique Maluenda y fue el tercer programa que compitió directamente con Sábados gigantes de Canal 13.

## Historia
La primera emisión ocurrió el 25 de julio de 1970, y parte del equipo del programa estaba compuesto por el director de televisión Antonio Freire, el productor musical Jorge Pedreros, los locutores Johnny Smith y Juan La Rivera y el director de orquesta Horacio Saavedra —en uno de sus primeros trabajos en televisión—. Los humoristas que formaban parte del espacio eran Violeta Vidaurre, Chito Morales, Pepe Tapia y Guillermo Bruce.
Entre los segmentos que poseía Sábados en el 9 en sus primeros programas se encontraban:
- "La posta de la fama": concurso con la participación de dos grupos que debían vencer diversas pruebas.[9]
- "El caso social de hoy": espacio conducido por Juan La Rivera en el que se presentaba a una persona o familia que poseía un problema financiero, el cual se resolvía gracias a la ayuda de los televidentes.[9]
- "La Bolsa de la Bondad": concurso en el que se ofrecía a los televidentes, a través de la unidad móvil de Radio Agricultura, una bolsa que contenía diversos artículos. Se vendía a un precio ínfimo, muy inferior al valor real en el mercado, y la recaudación se entregaba a las obras que realiza la Fundación Irene Frei.[9]
- "Atención. Se busca a...": concurso en el que se exhibían dos rostros, de un varón y de una dama, captados al azar en las calles de Santiago. Las personas que se reconocieran debían ir a los estudios de Canal 9 y cobrar premios.[9]
- "Pelee con Ramón": sketch en el que se presentaba un problema cotidiano, interpretado por los actores del programa. Dos personas del público debían defender diversas posiciones y un abogado ante las cámaras definía el problema con argumentos jurídicos.[9]

El 29 de mayo de 1971 se sumó la actriz Peggy Cordero a la conducción del programa, y se comenzó a utilizar de forma paralela los dos estudios que poseía Canal 9; se decidió también suprimir los casos de solidaridad individual para reemplazarlos por segmentos de ayuda a la comunidad.
El programa se convirtió en un éxito de audiencia, y según diversas fuentes logró derrotar a Sábados gigantes, ante lo cual el programa de Canal 13 tenía planeado reducir su horario de emisión y posteriormente cancelarlo ya que su animador estaba por irse a la televisión de Costa Rica. Dicha situación no ocurrió luego que Enrique Maluenda decidiera radicarse en Puerto Rico —en donde presentó el programa Super Show Goya— y partir de Chile el 17 de julio de 1972. En su último programa de Sábados en el 9, emitido el 15 de julio y celebrando de forma simultánea el segundo aniversario del espacio, Maluenda fue despedido por José Alfredo Fuentes, Las Monedas, La Sonora Palacios, Frecuencia Mod y Charo Cofré.
Sábados en el 9 continuó su emisión luego de la partida de Maluenda a Puerto Rico; en el programa del 2 de septiembre de 1972 debutó un nuevo formato y asumieron la conducción del espacio los jóvenes Johnny Smith, Yasna Carrión, Ana María Barrenechea y Alejandro Chávez. En enero de 1973 el programa nuevamente tuvo cambios en su formato, incorporando sketches con libretos de Enrique Ernani, además de la participación regular de los humoristas presentes en la época de Maluenda.
Luego de la toma de Canal 9 por parte de sus trabajadores el 19 de enero de 1973, el programa continuó al aire, y se realizaron emisiones especiales, como la ocurrida el 24 de febrero en que se realizó una maratón artística para reunir apoyos a los trabajadores que formaban parte de la ocupación del canal; dicha maratón se repetiría el 10 de marzo. A la semana siguiente, el espacio de Sábados en el 9 fue reemplazado por largometrajes, finalizando así sus emisiones.